# Sidi El Ghandour
Sidi El Ghandour (en àrab سيدي الغندور, Sīdī al-Ḡandūr; en amazic ⵙⵉⴷⵉ ⵍⵖⵏⴷⵓⵕ) és una comuna rural de la província de Khémisset, a la regió de Rabat-Salé-Kenitra, al Marroc. Segons el cens de 2014 tenia una població total de 7.377 persones.